# Cycle de Hirn
 (octobre 2020).
Si vous disposez d'ouvrages ou d'articles de référence ou si vous connaissez des sites web de qualité traitant du thème abordé ici, merci de compléter l'article en donnant les références utiles à sa vérifiabilité et en les liant à la section « Notes et références ».
 (juin 2013).

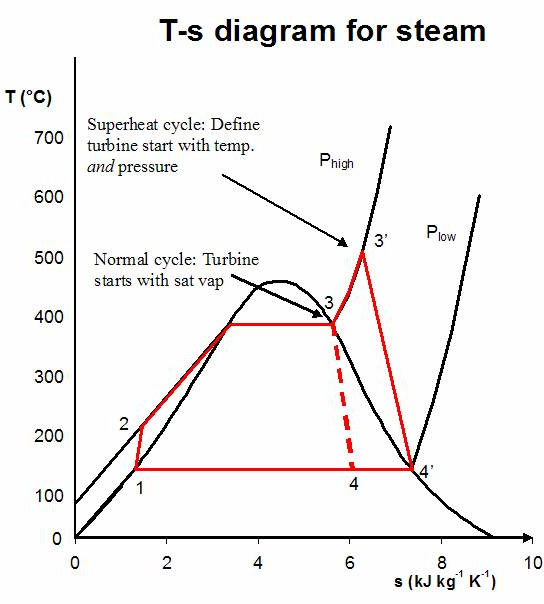
Représentation du cycle de Hirn diagramme T-s pour l'eau.

Le cycle de Hirn est un cycle de Rankine, dans lequel la vapeur sortant de la chaudière est surchauffée à une température supérieure à la température critique.
C'est donc un cycle thermodynamique à vapeur directe, qui présente un schéma de système similaire au cycle de Rankine simple, à l'exception du générateur de vapeur dans lequel une zone de surchauffe est ajoutée. Le cycle de Hirn peut être considéré comme la composition de deux cycles fonctionnant en parallèle : le premier est le cycle de Rankine simple de départ (12341 sur la figure), tandis que le second, à sa droite et en forme de dent, est le cycle de surchauffe ajouté (33'4'43 sur la figure).
Il porte le nom de Gustave-Adolphe Hirn (1815-1890), industriel et physicien français, qui construisit des machines à vapeur pour lesquelles il pratiquait la surchauffe.

## Étapes de l'apport de chaleur à l'eau
L'eau à l'état physique 1 de liquide saturé est comprimée par une pompe hydraulique (transformation 1-->2). L'eau sort de la pompe dans l'état physique 2 de liquide comprimé et entre dans le générateur de vapeur, où elle subit une transformation isobare (2-->3') par absorption de chaleur à la pression p2 (phigh sur la figure). Ce processus peut être décomposé en trois étapes :
1. Chauffage du liquide à la pression p2, jusqu'à la température de saturation ;
2. Vaporisation complète ;
3. Surchauffe de la vapeur, qui passe d'un état physique de vapeur saturée sèche (3) à un état de vapeur surchauffée (3'), toujours à la pression p2.

Les deux premières phases sont également caractéristiques du cycle de Rankine simple, tandis que la troisième uniquement du cycle de Hirn. Les trois phases se produisent le long de la même courbe isobare, c'est-à-dire à pression constante.

## Avantages et inconvénients
Fonctionnant à pression constante, par rapport à un cycle de Rankine normal entre les mêmes pressions de condensation et de vaporisation, la surchauffe permet d'obtenir des titres de vapeur plus élevés en fin de détente : avec un taux inférieur à 0,88, les gouttelettes de liquide présentes dans la vapeur saturée seraient en quantité telle qu'elles endommageraient par érosion les aubes basse pression de la turbine. Habituellement, dans les milieux académiques, on considère que le taux minimum de la vapeur est de 0,8 pour un fonctionnement correct sans dommage pour la turbine.
La surchauffe a d'autres aspects bénéfiques sur le cycle : elle permet un rendement thermodynamique plus élevé et une consommation spécifique de vapeur plus faible (pour un même débit de fluide moteur, on obtient une puissance mécanique nette plus importante).
Ces avantages augmentent quand la température maximale de surchauffe de la vapeur augmente. Cependant, cette dernière est soumise à la fois à des contraintes économiques, dues au fait que le rendement a une croissance non linéaire, et à des contraintes liées aux matériaux utilisés. Ces contraintes font qu'elle est limitée ci-dessus par une valeur de l'ordre de 620 °C. Bien qu'il soit possible de produire des systèmes résistant à des températures encore plus élevées, la faible augmentation de rendement obtenue ne permettrait pas de rentabiliser les coûts d'investissement nécessaires.
Il peut également y avoir trois ou quatre surchauffes dans un même cycle, chacune suivie d'un retour à la turbine.